# 페트로그라츠키구

페트로그라츠키 구의 위치

페트로그라츠키구(러시아어: Петрогра́дский райо́н)는 상트페테르부르크를 구성하는 18개 구 가운데 하나로 인구는 130,455 명(2010년 기준)이다.